# البیعار
ال بیعار یک منطقهٔ مسکونی در عربستان سعودی است که در استان مکه واقع شده‌است.